# Famille Pucci
Ne pas confondre avec la marque italienne de prêt-à-porter Pucci créée par Emilio Pucci
 (juillet 2024).
Si vous disposez d'ouvrages ou d'articles de référence ou si vous connaissez des sites web de qualité traitant du thème abordé ici, merci de compléter l'article en donnant les références utiles à sa vérifiabilité et en les liant à la section « Notes et références ».
Pour les articles homonymes, voir Pucci (homonymie).
La famille Pucci est une des principales familles politiques de Florence.

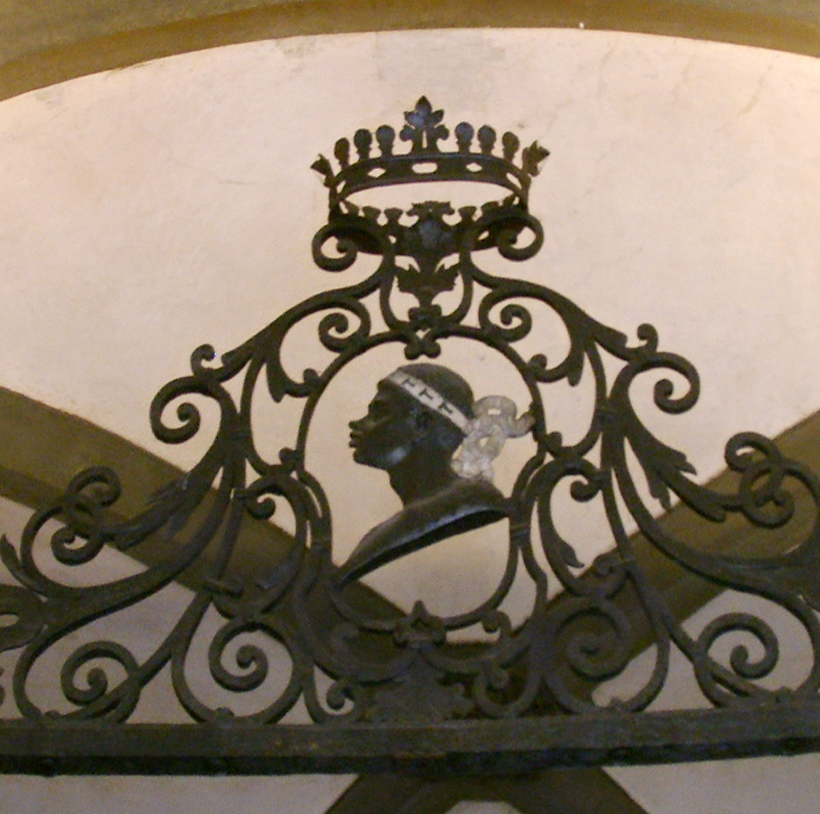
Emblème familial avec la tête de maure.

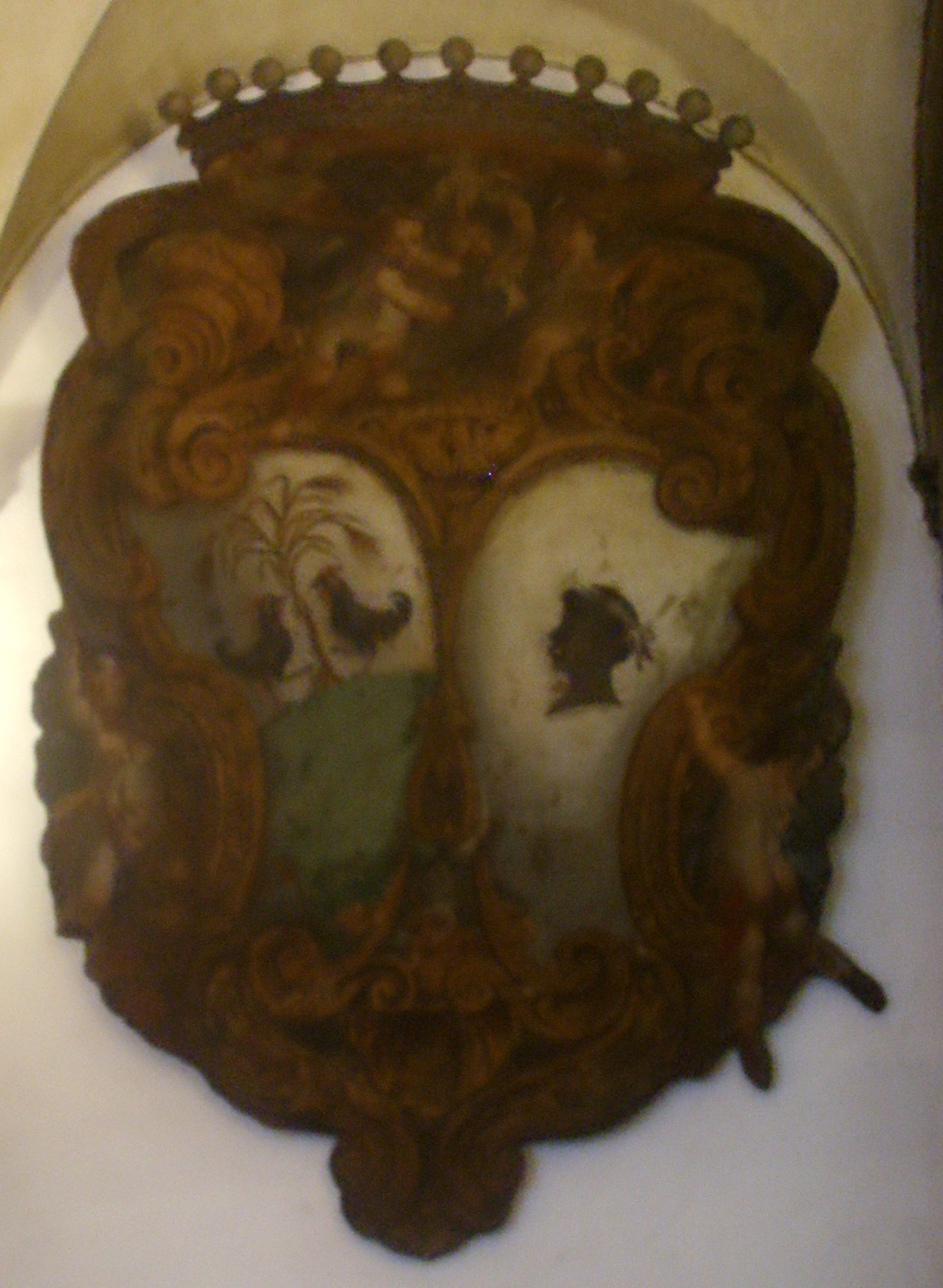
Armoiries de la famille Pucci à Palazzo Pucci.

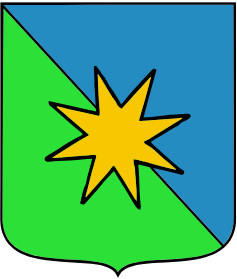
Armoiries de la branche cadette Pucci de Pitigliano.

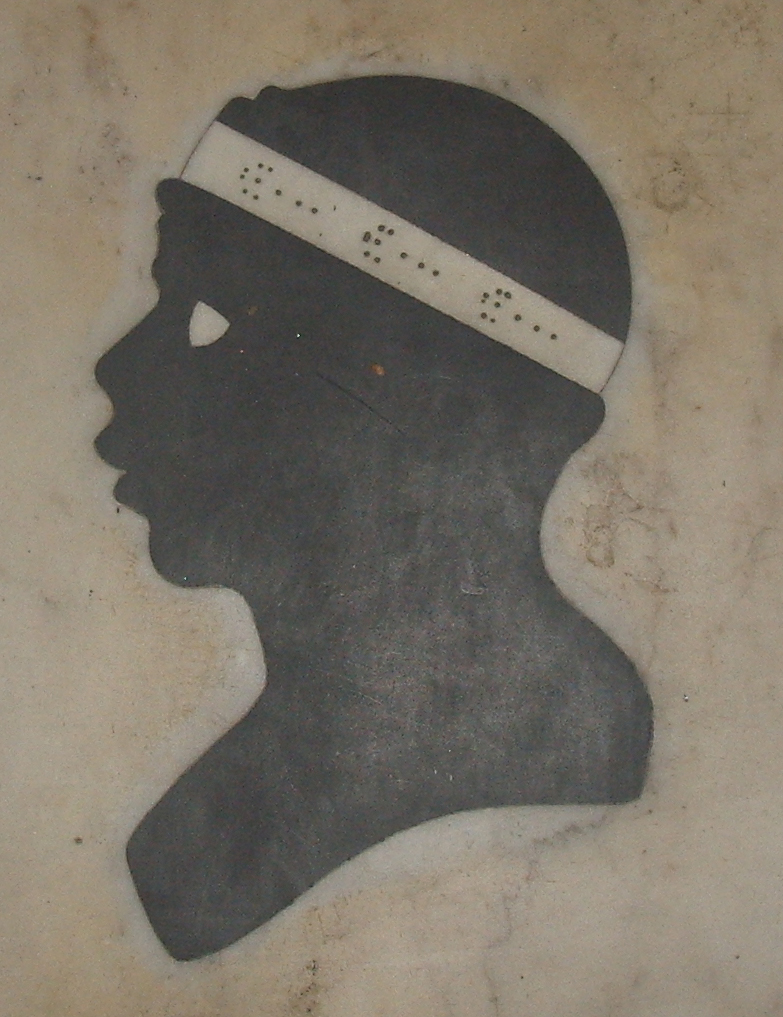
Emblème des Pucci sur le sol de l'église Santissima Annunziata).

## Origine
Le nom de famille dérive d'un ancêtre nommé Jacopo, abrégé en Jacopuccio, puis Puccio, qui était considéré comme sage et fréquemment appelé pour régler les différends. Il existe des dossiers de deux de ces interventions en 1264 et 1287.
Leur nom de famille ancien semble avoir été Saracini (« sarrasins »), ce qui explique la présence d'un maure ou la tête de Maure sur leurs armoiries.

## Histoire
Les Pucci font partie des principaux alliés des Médicis durant la Renaissance.
Au début du XVIe siècle, le prestige de la famille Pucci est encore plus élevé, en produisant trois cardinaux (Roberto, Lorenzo et Antonio Pucci).
Toutefois, un conflit les oppose aux Médicis en 1559 quand Pandolfo Pucci a été évincé de la Cour de Cosme Ier pour des accusations calomnieuses d'immoralité ou pour la restauration de l'ancienne République de Florence. Ainsi, pour des raisons idéologiques ou de vengeance, il conspire contre Cosimo avec l'intention de tirer à l'arquebuse sur lui quand avec son escorte il marcherait le long du coin du Palais Pucci et Via de' Servi pour aller à la basilique della Santissima Annunziata. Le plan avait déjà été échafaudé mais le réseau de renseignement Medici eu vent de celui-ci et Pandolfo Pucci est pendu au Bargello, son fils subit le même sort et les propriétés des Pucci saisies. Il a été décidé de fermer la fenêtre d'où l'attaque était projetée et les briques sont toujours en place aujourd'hui. Les deux familles retrouvant la paix, Niccolò Pucci rentre en possession du Palais Pucci et de son ameublement.
En 1662, Orazio Roberto Pucci a acquis le fief de Barsento (Bari) pour 4 000 écus et a obtenu le titre de Marquis di Barsento, le titre de noblesse qui a été porté par le biais des membres de la famille.
Le plus récent membre notable de la famille a été Emilio Pucci, fondateur de l'éponyme maison de mode de l'après-guerre, qui devint célèbre dans les années 1960 et 1970.
Son frère Puccio Pucci est également remarquable dans le sport pour le CONI et d'autres organisations. Dans les années 1960, les deux frères ont divisé le Palazzo Pucci entre eux, avec Emilio prenant la partie gauche en faisant la base principale pour sa maison de couture et Puccio restructurant la partie centrale pour en faire une galerie commerciale avec des boutiques, telle qu'elle est encore aujourd'hui.

## Personnalités
- Antonio di Puccio Pucci (vers 1350–1416), homme politique et architecte florentin,
- Puccio Pucci (1389–1449), homme politique florentin fils de Antonio,
- Giannozzo Pucci (XVe siècle), dont le mariage avec Lucrezia Bini a occasionné le cycle de peintures de Sandro Botticelli : L'Histoire de Nastagio degli Onesti
- Lorenzo Pucci (1458–1531), cardinal italien,
- Roberto Pucci (1462–1547), cardinal italien,
- Antonio Pucci (1485–1544), cardinal italien,
- Francesco Pucci (Florence 1437 - 1518), homme politique florentin, qui commanda un travail à Jacopo Pontormo
- Pandolfo Pucci (mort le 2 janvier 1560), responsable du complot des Pucci,
- Alessandro Pucci (XVe siècle), abbé, premier propriétaire de la Villa di Bellosguardo,
- Lorenzo Pucci, (XVe-XVIe siècle), homme politique et ami de Alessandro Allori,
- Orazio Roberto Pucci (Florence, 1625–1698), premier marquis de Barsento[2],[3]
- Emilio Pucci (Naples 1914 - Florence 1992), homme politique et styliste de mode.

## Œuvres liées à la famille
- Palais Pucci
- Palazzo Pucci di Ottavio
- Basilica della Santissima Annunziata
- Église san Michele Visdomini
- Église Sant'Agata
- L'Histoire de Nastagio degli Onesti (premier épisode)
- L'Histoire de Nastagio degli Onesti (deuxième épisode)
- L'Histoire de Nastagio degli Onesti (troisième épisode)
- L'Histoire de Nastagio degli Onesti (quatrième épisode)
- Martirio di san Sebastiano
- Pala Pucci
- Castello di Oliveto (a été fait construire par les Pucci au XVe siècle)
- Villa di Bellosguardo
- Villa Pucci (Villa di Granaiolo)